# هورست کراوزه
هورست کراوزه (آلمانی: Horst Krause؛ زادهٔ ۱۸ دسامبر ۱۹۴۱) بازیگر اهل آلمان است.
از فیلم‌ها یا مجموعه‌های تلویزیونی که وی در آن‌ها نقش داشته‌است، می‌توان به تماس با پلیس ۱۱۰ اشاره نمود.